# Рейнбот Віктор Євгенович
Ві́ктор Євге́нович Рейнбот (1 червня 1869 — 16 червня 1956) — юрист, політичний діяч, дійсний таємний радник.

## Біографія
Народився у сім'ї дворянина Полтавської губернії в Петербурзі. У 1890 році закінчив Імператорське училище правознавства у чині Х класу (колезький секретар). Після цього, з 1891, служив у Харківській судовій палаті при прокуророві Закревському, після переведення якого до Сенату у 1894 був призначений на посаду судового слідчого в Усть-Медведицькій. Потім, займав посади прокурора у Костромі та Нижньому Новгороді (квітень 1906 — липень 1909), голови окружного суду Лібави. У 1914 став головою Петербурзького окружного суду. Став відомий завдяки своїй протидії намаганням закрити справу Манасевича-Мануйлова.
Під час революційних подій у Петрограді виїхав до України. Після гетьманського перевороту, спершу завідувач Головним управлінням місцями ув'язнення. Пізніше, товариш міністра, з 24 жовтня 1918 року — тимчасово керуючий міністерством внутрішніх оправ. 31 (18) жовтня видав циркуляр з мотивуванням необхідності боротьби з діяльністю таємних та легальних організацій та партій, які виступають проти існуючого ладу: РКП(б), «Всеукраинская организация коммунистов (большевиков)», анархістів, лівих російських соціалістів-революціонерів, лівих українських есерів, правих російських есерів, котрі прагнули утворити в Україні військові організації для підготовки збройного повстання проти гетьманської влади. Мали бути проведені обшуки та арешти серед їхніх членів. Інші існуючі в Україні партії та організації мали перебувати під контролем влади. По проголошенні федерації з Росією — міністр юстиції в кабінеті Гербеля, з 14 листопада 1918, генеральний прокурор Української держави.
Заарештований Директорією, був вивезений до Одеси на вимогу французьких сил, разом з іншими заарештованими членами уряду Гетьманату, і там звільнений. Жив у еміграції: спочатку у Варшаві, останні двадцять років прожив у Ніцці. Служив у банку; член Союзу російських адвокатів. В 1930-х входив до складу членів Комітету правознавців. 1950 року в правлінні Російського дому департаменту Приморські Альпи. Помер у 1956 році.